# Johann Konrad Dippel
Johann Konrad Dippel (Castello di Frankenstein, 10 agosto 1673 – Castello di Wittgestein, 25 aprile 1734) è stato un alchimista tedesco.

## Biografia
Pietista, osteggiò tutte le forme organizzate di cristianesimo, soprattutto il luteranesimo, sostenendo invece il misticismo spirituale.
Fu inoltre chimico e scoprì l'olio di Dippel, il cui uso principale fu come repellente per animali e insetti, ma che venne utilizzato anche come agente di sabotaggio durante le campagne nel deserto della seconda guerra mondiale; l'olio veniva utilizzato per rendere i pozzi imbevibili e quindi negarne l'uso al nemico (non essendo letale, non era in violazione del Protocollo di Ginevra del 1925). Il castello in cui visse Dippel venne visitato nell'Ottocento da Mary Shelley, la quale, secondo Radu Florescu in Search of Frankenstein, si sarebbe ispirata all'alchimista per creare il personaggio letterario di Victor Frankenstein.
Secondo Stahl, Dippel e il produttore di pigmenti Diesbach usarono carbonato di potassio contaminato con questo olio per produrre coloranti rossi. Con loro sorpresa, ottennero il pigmento "blu di Prussia", noto anche come "blu di Berlino".